# Президент Лаоса
Пост президента Лаоса (лаос. ປະທານປະເທດ ແຫ່ງ ສປປ ລາວ) был учреждён в 1975 году после свержения монархии и установления Лаосской Народно-Демократической Республики.

## Полномочия
Президент представляет Лаос как внутри страны, так и за её пределами. Контролирует работу, а также сохраняет стабильность национальной правительственной системы и защищает независимость и территориальную целостность страны. Президент назначает премьер-министра, вице-президента, министров и других должностных лиц с согласия Национального собрания.
Глава государства является главнокомандующим Лаосской Народной Армии. Все президенты страны являются членами партии, занимая при этом должность.

## История должности
Должность президента Лаосской Народно-Демократической Республики начинает свою историю с принца Суфанувонга, первого человека в этой должности, члена свергнутой королевской семьи. Королевский режим был свергнут «Патет Лао» в 1975 году, в конце Лаосской гражданской войны.

## Список президентов
Политические партии
- Народно-революционная партия Лаоса

Список
| № | Портрет | Имя (Дата рождения и смерти)                                 | Даты правления  | Даты правления  | Даты правления  | Партия                             |
| № | Портрет | Имя (Дата рождения и смерти)                                 | Начало          | Конец           | В должности     | Партия                             |
| - | ------- | ------------------------------------------------------------ | --------------- | --------------- | --------------- | ---------------------------------- |
| 1 |         | Суфанувонг (1909–1995)                                       | 2 декабря 1975  | 15 августа 1991 | 15 лет 256 дней | Народно-революционная партия Лаоса |
| — |         | Пхуми Вонгвичит (1909–1994) И.о. Президента (за Суфанувонга) | 31 октября 1986 | 15 августа 1991 | 4 года 288 дней | Народно-революционная партия Лаоса |
| 2 |         | Кейсон Фомвихан (1920–1992)                                  | 15 августа 1991 | 21 ноября 1992  | 1 год 98 дней   | Народно-революционная партия Лаоса |
| 3 |         | Нухак Пхумсаван (1910–2008)                                  | 25 ноября 1992  | 24 февраля 1998 | 5 лет 91 день   | Народно-революционная партия Лаоса |
| 4 |         | Кхамтай Сипхандон (1924–2025)                                | 24 февраля 1998 | 8 июня 2006     | 8 лет 104 дня   | Народно-революционная партия Лаоса |
| 5 |         | Тюммали Сайнясон (1936 – н. в.)                              | 8 июня 2006     | 20 апреля 2016  | 9 лет 317 дней  | Народно-революционная партия Лаоса |
| 6 |         | Буннянг Ворачит (1937 – н. в.)                               | 20 апреля 2016  | 22 марта 2021   | 4 года 336 дней | Народно-революционная партия Лаоса |
| 7 |         | Тхонглун Сисулит (1945 – н. в.)                              | 22 марта 2021   | В должности     | 4 года 35 дней  | Народно-революционная партия Лаоса |